# エヴァ・マルセル
エヴァ・マルセル（Eva Marcille、1984年10月30日 - ）はアメリカ合衆国のファッションモデル。ロサンゼルス出身。